# Bacuch (przełęcz)
Bacuch (1502 m) – przełęcz w Tatrach Zachodnich pomiędzy Małym Giewontem (1728 m) i Grzybowcem (ok. 1515 m). Górale używali nazw Bacuch, Bacuf, Bacuk, jednakże nie oznaczała ona u nich przełęczy, lecz leżące na północ od niej zbocza Grzybowca od strony Doliny Strążyskiej, tzw. Wielki Bacuch i Mały Bacuch. Według Mariusza Zaruskiego prawidłowa jest nazwa Bacug. Na początku XVI w. prowadzili bowiem tutaj i w okolicach Giewontu prace niemieccy górnicy (niem. słowo Bahnzug). Według Wielkiej encyklopedii tatrzańskiej prawidłowa nazwa to Wielki Bacuch, pochodzenie nazwy jest nieznane. Na niektórych mapach przełęcz jest opisana jako Bacug, według Państwowego Rejestru Nazw Geograficznych prawidłowa nazwa to Bacuch.
Zbocza przełęczy Bacug opadają do Doliny Małej Łąki i Małej Dolinki (górna część Doliny Strążyskiej). Przełęcz znajduje się na górnej granicy lasu, jest w większości zarośnięta. Spod przełęczy do Małej Dolinki opada stromy żleb Warzecha.
W okolicach przełęczy Bacug, na północnych zboczach Małego Giewontu w wapieniach z okresu kredy można obserwować bujne gałązki koralowców, które niegdyś żyły w morzu, tworząc pokłady wapieni, z których zbudowany jest masyw Giewontu.
Dawniej istniała trasa turystyczna na Giewont, która prowadziła z Doliny Strążyskiej ponad wodospadem Siklawicą przez żleb Warzechę i przełęcz Bacug. Była to najkrótsza turystyczna trasa z Zakopanego na Giewont, została jednak przez TPN zamknięta.